# Берк, Соломон
Соломон Бёрк (англ. Solomon Burke, 21 марта 1940 года, Филадельфия — 10 октября 2010 года, Схипхол) — американский соул-певец и композитор. Лауреат Blues Music Awards в номинациях «Исполнитель соул-блюза» (2003, 2004, 2011), «Альбом соул-блюза» (1995, 2003, 2011); номинант Blues Music Awards в номинациях «Исполнитель соул-блюза» (1995—1997, 2005—2007), «Альбом соул-блюза» (1998, 2003, 2006), «Песня года» (2003), «Альбом года» (2003), «Исполнитель блюза» (1995), «Артист года» (2003—2005) 
Его мать Жозефина была медсестрой, школьной учительницей, концертной артисткой и пастором. В юности он был протестантским проповедником и неоднократно встречался с Мартином Лютером Кингом. Затем решил посвятить себя шоу-бизнесу, вёл радиопередачу, посвящённую госпелу. Был замечен компанией Atlantic Records, после чего начал самостоятельную карьеру. В 1960-х годах выпустил несколько десятков синглов, самым известным из которых стал хит «Everybody Needs Somebody to Love». Основными жанрами, в которых работал Бёрк, были блюз, ритм-энд-блюз и соул, но сам он называл себя королём рока и соула.
Среди ключевых фигур соул-движения 1960-х Бёрк был относительно обойдён вниманием прессы. В 2000-е годы наметилось возрождение интереса к творчеству исполнителя. Его произведения были использованы в саундтреках к нескольким фильмам («Братья Блюз», «Грязные танцы») и сериалам («Доктор Хаус»). Журнал Rolling Stone включил его в список величайших вокалистов послевоенного времени. В 2001 году имя Соломона Бёрка было внесено в Зал славы рок-н-ролла. В 2003 году музыкант был удостоен «Грэмми» в номинации «Лучший современный блюзовый альбом» за Don’t Give Up On Me. В 2004 году Бёрк записал дуэт вместе с итальянским соул-исполнителем Цуккеро.
Бёрк был женат четыре раза и обручён ещё дважды. После него остался 21 ребёнок и 90 внуков. В последние годы жизни певец страдал от ожирения и на концертах выступал в инвалидной коляске.

## В кино
- В 1987 году Бёрк снялся в фильме «Большой кайф», а в 2004 году появился в документальной картине «Молния в бутылке» с песнями «Turn on Your Love Light» и «Down in the Valley».
- Один из вариантов композиции «Everybody Needs Someone to Love» звучит в фильме «Братья Блюз», а «Cry to Me» — в фильме «Грязные танцы».